# Limiar absoluto da audição
O limiar absoluto da audição humana é definido como a intensidade de um tom puro que um ouvinte será capaz de detectar, ou seja,  é o nível mínimo de pressão acústica necessária para provocar uma sensação auditiva, num ambiente silencioso. O limiar varia para cada ouvinte e para cada frequência. Os seres  humanos são capazes de discriminar sons entre 20 Hz ,(frequência grave),  a 20 000Hz (frequência  aguda). Sendo que a frequência que a orelha humana melhor discrimina  está entre 1 e 3 kHz.
Estudos mostram que para estabelecer o limiar auditivo existe uma determinada intensidade que ora irá provocar resposta ,ora não. Desta forma, o limiar de audibilidade é conceituado como a menor intensidade sonora para a qual o paciente irá responder a 50% das apresentações.
Os limiares auditivos se relacionam com a intensidade sonora, que  se relaciona  à amplitude das vibrações periódicas das partículas de ar e está associada à pressão e energia sonora, ou seja, ela está relacionada à altura  da onda e à pressão contida nela (som fraco e forte) e é expressa em decibéis. A intensidade de um som pode ser medida através da energia contida no movimento vibratório (W/cm2) e  a pressão do ar causada pela onda sonora (BAR = 1 dina/cm2). Como valor de referência para as medições, fixou-se a menor intensidade sonora audível. Esse valor, obtido da média da população, foi de: - para energia = 10 -16 W/cm2 - para pressão = 2 x 10 -4 BAR.

## Limiar de desconforto
Limiar de desconforto é o mínimo de pressão sonora capaz de produzir uma sensação de desconforto auditivo para cada frequência.

## Como testar o limiar auditivo
A audiometria é o exame que possibilita encontrar os limiares auditivos dos indivíduos. Para a realização da audiometria, é necessário  uma cabina tratada acusticamente,  um audiômetro,  transdutores como fones,  (para a pesquisa de limiares  por via aérea), e um vibrador ósseo, (para a pesquisa de limiares  por via óssea).
Após encontrar os limiares do paciente, calcular a média tonal de 500, 1kHz, 2kHz e 4 kHz. Dessa forma, de acordo com a Organização Mundial de Saúde (OMS), na classificação de 2021, utilizada como parâmetro atual, a partir dessa média são classificados os graus de perda auditiva. São eles: Perda auditiva de grau leve (média tonal de 20 a menor que 35 dB); Perda auditiva de grau moderado (média tonal de 35 a menor que 50 dB); Perda auditiva de grau moderadamente severo (média tonal de 50 a menor que 65 dB); Perda auditiva de grau severo (média tonal de 65 a menor que 80 dB); Perda auditiva de grau profundo (média tonal de 80 a menor que 95 dB); Perda auditiva completa/surdo (média tonal maior ou igual a 95 dB); Perda auditiva unilateral (menor que 20 dB na melhor orelha, 35 dB ou mais na pior orelha).

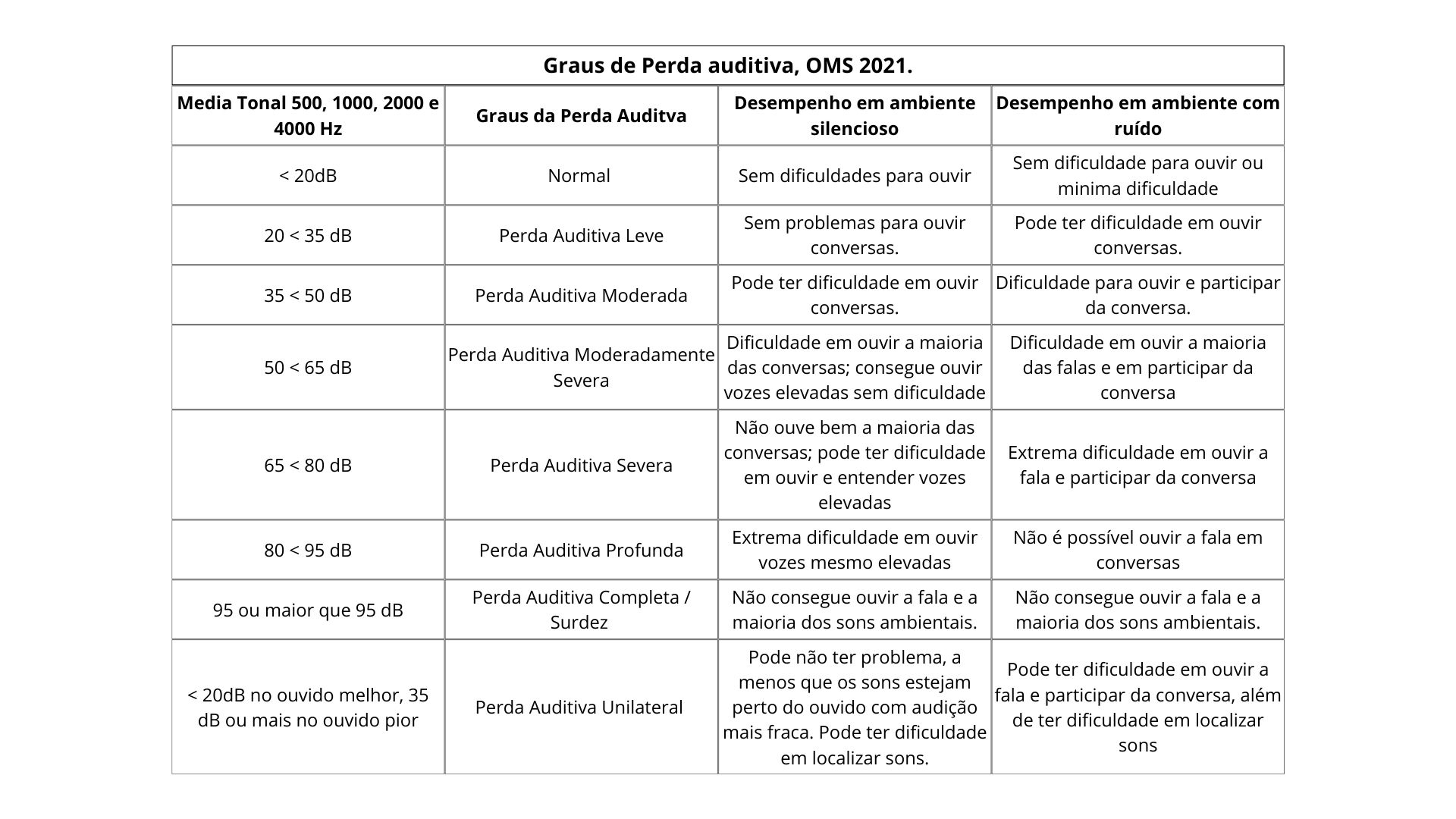
Tabela Grau de Perda Auditiva, OMS 2021